# Диагональный пешеходный переход
Диагональный пешеходный переход, также известное как X-образный пешеходный переход (Великобритания), эксклюзивный пешеходный интервал, или танец Барнса — является одним из типов наземного пешеходного перехода. Главная отличительная особенность данного типа наземного пешеходного перехода — временная остановка всего автомобильного трафика на перекрёстке, что даёт возможность всем пешеходам одновременно переходить перекрёсток во всех направлениях, в том числе по диагонали.
Впервые данный тип наземного пешеходного перехода стали использовать в Канаде и Соединенных Штатах в конце 1940-х годов, но позже он потерял популярность среди дорожных инженеров, поскольку данный тип наземного пешеходного перехода был расценён как дающий излишний приоритет движению пешеходов над автомобильным движением. Преимущества диагонального пешеходного перехода, такие как удобства и безопасности пешеходов, привели к тому, что в последние годы во многих странах снова стали вводить данный тип наземного пешеходного перехода.

## История
Одно из названий данного типа наземного пешеходного перехода «танец Барнса», дано в честь инженера Генри Барнса. Хотя он и не утверждал, что изобрел данный тип наземного пешеходного перехода, Барнс был убеждённым его сторонником, наблюдая за трудностями, с которыми столкнулась его дочь на пути в школу. Он впервые представил его общественности в своем родном городе Денвере, штат Колорадо, в конце 1940-х годов. Примерно в это же время диагональный пешеходный переход проходил испытания отдельно в Канзас-Сити и Ванкувере. Барнс позже ввёл данный тип наземного пешеходного перехода в Балтиморе и Нью-Йорке. Когда Барнс стал комиссаром по дорожному движению Нью-Йорка в 1962 году, его первым действием был поиск перекрестков для создания диагональных пешеходных переходов. Первый диагональный пешеходный переход был установлен через десять дней после того, как он вступил в должность на пересечении проспекта Вандербильта и 42-й улицы. После успешного создания первых диагональных пешеходных переходов в Нью-Йорке Барнс начал создавать больше диагональных пешеходных переходов по всему городу, на Уолл-стрит, 42-я улице, на Пятой авеню, на Мэдисон-авеню, и в Бруклине.
В своей автобиографии «Человек с красными и зелеными глазами» (1965) Барнс написал, что репортер мэрии Джона Бьюкенена впервые придумал фразу, написав, что: «Барнс сделал людей настолько счастливыми, что они танцуют на улицах». Известные цитаты Барнса: «Ты не можешь быть хорошим парнем и решать трафик»; «В этом бизнесе очень мало проблем, которые невозможно решить с помощью желтой краски и немного здравого смысла»; «Я часто говорил, что не против уличных машин, за исключением того факта, что они ездят по улицам».
Однако «танец Барнса», имеет ещё название «эксклюзивный пешеходный интервал», поскольку перед диагональным пешеходным переход движение автотранспорта останавливается во всех направлениях, вызывая пробки в некоторых городах, где он был реализован, например в Нью-Йорке, где заторы увеличились, из-за более продолжительного времени остановки автотранспорта на перекрёстках.

## По странам

### Япония
В Японии диагональные пешеходные переходы (スクランブル交差点, сукурамбуру-ко: сатэн), очень распространены, в стране их более 300. Первый диагональный пешеходный переход в Японии был установлен в городе Кумамото в 1969 году. Самый большой и самый известный диагональный пешеходный переход в Японии Сибуйский диагональный пешеходный переход расположен перед станцией Сибуя, в специальном районе Сибуя, в Токио. Более 3000 пешеходов могут одновременно переходить Сибуйский диагональный пешеходный переход, что сделало его одним из символов Токио и Японии в целом.
В регионе Кансай также находится много диагональных пешеходных переходов, в том числе четыре за пределами северного выхода из одной только станции Киото. Большинство диагональных пешеходных переходов в Осаке расположены на юге города, в районе Абэно-ку.

### Россия
В мае 2017 года в России начали появляться первые диагональные пешеходные переходы. Первым из городов, опробовавшим это ноу-хау, стала Москва. К концу мая того же года диагональные пешеходные переходы впервые появились в центре Москвы.
- 5.19.3
- 5.19.4
- 5.19.4

### Украина
В апреле 2019 года стало известно, что в Украине начнут появляться диагональные пешеходные переходы. С 1 ноября 2021 понятие «диагональный пешеходный переход» появилось в Правилах дорожного движения Украины, а вместе с этим в стандарте ДСТУ 4100:2021 появился новый дорожный знак с номером 5.39.
В ноябре 2022 года во Львове обустроили первый в городе диагональный пешеходный переход на перекрёстке улиц Бандеры, Антоновича и Русовых.

### Латвия
Диагональные пешеходные переходы также распространены в центре Риги, особенно на улице Александра Чака и улице Марияс.

### Беларусь
Единственный в стране диагональный пешеходный переход расположен в Гомеле на перекрестке улицы Советской с улицами Коммунаров и Ланге.